# 턱밑삼각
턱밑삼각(submandibular triangle, submaxillary triangle, digastric triangle), 또는 악하삼각은 아래턱뼈 몸통 바로 아래 존재하는 목의 삼각형 영역이다. 앞목삼각(anterior triangle of neck)의 일부이다.

## 경계 및 영역
경계는 다음과 같다.
- 위쪽 경계: 아래턱뼈 몸통의 아래쪽 경계, 턱뼈각에서 꼭지돌기(mastoid process)까지 그린 선.
- 아래쪽 경계: 턱두힘살근(digastric muscle)의 뒤힘살. 앞쪽에서는 턱두힘살근의 앞힘살..

턱밑삼각은 외피, 얕은근막(superficial fascia), 넓은목근(platysma muscle), 깊은근막에 의해 덮인다. 또한 턱밑삼각으로 얼굴신경(facial nerve)의 가지들과 가로목신경(transverse cervical nerve)의 오름가지들이 지나간다.
턱밑삼각의 바닥은 앞쪽에서는 턱목뿔근(mylohyoid muscle)에 의해, 뒤쪽에서는 목뿔혀근(hyoglossus muscle)에 의해 형성된다.

## 하위 삼각
이제는 잘 쓰이지 않지만 턱밑삼각을 다시 세 개의 삼각으로 쪼갤 수 있다.
- Beclard Triangle
- Lesser Triangle
- Pirogoff Triangle

## 구조물
다음은 턱밑삼각에서 발견되는 중요한 구조물들을 요약한 것이다.
- 속목동맥, 바깥목동맥(internal, external carotid artery)
- 속목정맥(internal jugular vein)
- 깊은목림프절(deep cervical lymph nodes)
- 미주신경(vagus nerve)
- 턱밑림프절(submandibular lymph nodes)
- 얼굴동맥, 얼굴정맥(facial artery, vein)
- 혀밑신경(hypoglossal nerve)
- 턱밑샘(submandibular gland), 턱밑샘관(submandibular duct)

## 추가 이미지
위키미디어 공용에 턱밑삼각 관련 미디어 분류가 있습니다.

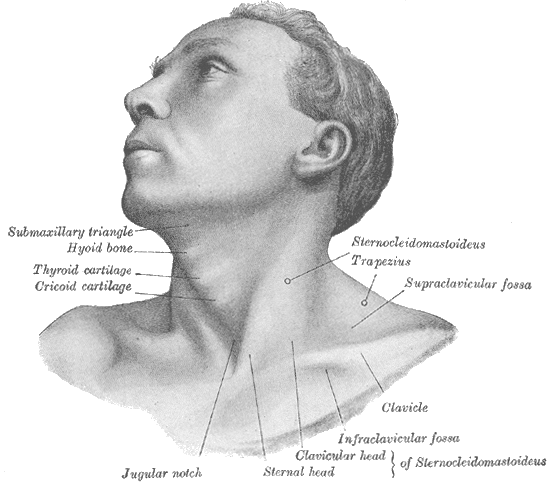
머리와 목의 앞면 가쪽 모습.
목의 삼각형. 턱밑삼각은 5번에 해당함.

## 참고 문헌
이 문서는 현재 퍼블릭 도메인에 속하는 그레이 해부학 제20판(1918) page 564의 내용을 기초로 작성된 글이 포함되어 있습니다.
1. ↑  Tubbs, R. Shane; Rasmussen, Mark; Loukas, Marios; Shoja, Mohammadali M.; Cohen-Gadol, Aaron A. (2011년 1월 1일). “Three nearly forgotten anatomical triangles of the neck: triangles of Beclard, Lesser and Pirogoff and their potential applications in surgical dissection of the neck”. 《Surgical and Radiologic Anatomy》 (영어) 33 (1): 53–57. doi:10.1007/s00276-010-0697-2. ISSN 1279-8517.